# قشلاق أغداش محمود (مقاطعة بيله سوار)
قشلاق أغداش محمود (بالفارسية: قشلاق اغداش محمود) هي منطقة سكنية تقع في إيران في أردبيل. يقدر عدد سكانها بـ 34 نسمة .